# 燃える闘魂 ラストスタンド〜アントニオ猪木 病床からのメッセージ〜
『燃える闘魂 ラストスタンド～アントニオ猪木 病床からのメッセージ～』（もえるとうこん ラストスタンド〜アントニオいのき びょうしょうからのメッセージ〜）は、NHK BSプレミアムで2021年11月27日 20:30 - 22:00（JST）に放送されたドキュメンタリー番組。「全身性トランスサイレチンアミロイドーシス」という未知の難病と闘う元プロレスラー・アントニオ猪木の闘病の様子を9カ月に渡って追いかけた。

## 概要
番組を手がけたのは共同テレビプロデューサーで猪木の弟子にあたるプロレスラーでもあるKENSO（ケンゾー）こと鈴木健三。ケンゾーの熱意に押され猪木が密着取材を許したという。企画は、NHKに持ち込まれ実現した。NHKの統括プロデューサーはスポーツ紙の取材に対し「持ち込み企画で番組を作るのは極めて珍しいやり方です」とNHKとしては異例の共同制作となったと説明している。
リアルなリハビリ風景はもちろん、緊急搬送された様子や、入院先で「死」を意識したときの言葉や詩の記録、亡き夫人（猪木田鶴子）との夫婦愛など、メディアが報じられなかった”いまの猪木"を猪木本人が全てさらけ出し、話題作となった。猪木は「本当はこういう映像は見せたくなかったんですけどね。これも一つの強いイメージばっかりじゃなくて、こんなにも〝もろい弱い〟。そういう一つの人間としてそういう場面があっても良かったのかなって」と密着取材を受けた意味を語っている。
プロデューサーの鈴木の人脈もあり、猪木を慕う多くの豪華ゲストがインタビュー出演。ベイダー戦や、モハメド・アリ戦、ウィリー・ウィリアムス戦など栄光の軌跡も紹介し、コアなプロレスファンや、本物志向のドキュメンタリーファンから高い支持を得た。地上波での放送や続編の声もあり。2022年3月2日には、NHK総合で45分編集版が放送された（北海道地区を除く）。
猪木は2022年10月1日に死去。それに関連した番組では、当番組の素材も使われた。

## インタビュー出演
- 古館伊知郎
- 馳浩
- 棚橋弘至
- 藤波辰爾・伽織夫妻
- 藤原喜明
- 村松友視（小説家）
- 柴田惣一（プロレス解説者・元東京スポーツ新聞社記者）
- 富家孝（リングドクター）
- 原悦生（フォトグラファー）
- 武元誠（友人）
- 水道橋博士（タレント）
- 青木真也（格闘家)
- 宮戸優光（猪木塾塾生・元プロレスラー)

## スタッフ
- 語り：古館伊知郎 （詩の朗読）
- 撮影：大津豊
- 音響効果：金子寛史
- 編集：渡辺政男、永田敬愛
- 取材：兼上頼正、佐々木敦規
- リサーチ：高橋淳（瑞 佐富郎）、西村穂香
- プロデューサー・ディレクター：鈴木健三
- 制作統括：松永真一、森本広延
- 制作・著作　NHK、共同テレビジョン